# Święta z bajki
Święta z bajki – album polskiej piosenkarki Edyty Geppert. Wydawnictwo ukazało się 14 listopada 2011 roku nakładem wytwórni muzycznej Agencja Artystyczna Edyta w dystrybucji Licomp Empik Multimedia.
Nagrania dotarły do 37. miejsca zestawienia OLiS.

## Lista utworów
Opracowano na podstawie materiału źródłowego.
1. „Zgubiliśmy się” (sł. M. Czapińska, muz. S. Krajewski)
2. „Bracia patrzcie jeno” (sł. i muz. trad.)
3. „Bóg się rodzi” (sł. F. Karpiński, muz. K. Kurpiński)
4. „Pójdźmy wszyscy do stajenki” (sł. i muz. trad.)
5. „Przybieżeli do Betlejem” (sł. i muz. trad.)
6. „Dzisiaj w Betlejem” (sł. i muz. trad.)
7. „Mizerna cicha” (sł. T. Lenartowicz, muz. J. Gall)
8. „Gdy się Chrystus rodzi” (sł. i muz. trad.)
9. „Jezus malusieńki” (sł. i muz. trad.)
10. „Gdy śliczna Panna” (sł. i muz. trad.)
11. „Cicha noc” (sł. pol. P. Maszyński, muz. F.X. Gruber; Przed zapaleniem choinki - cz.VII: Powrót - K.I. Gałczyński)
12. „Lulajże, Jezuniu” (sł. i muz. trad.)
13. „Święta z bajki” (sł. J. Cygan, muz. T. Bajerski)
14. „Dzwonku dzwoń, świeczko płoń (Jingle Bells)” (sł. pol. G. Wasowski, muz. J. Pierpont)